# Militär-Gedächtnis-Medaille von 1849 (Baden)

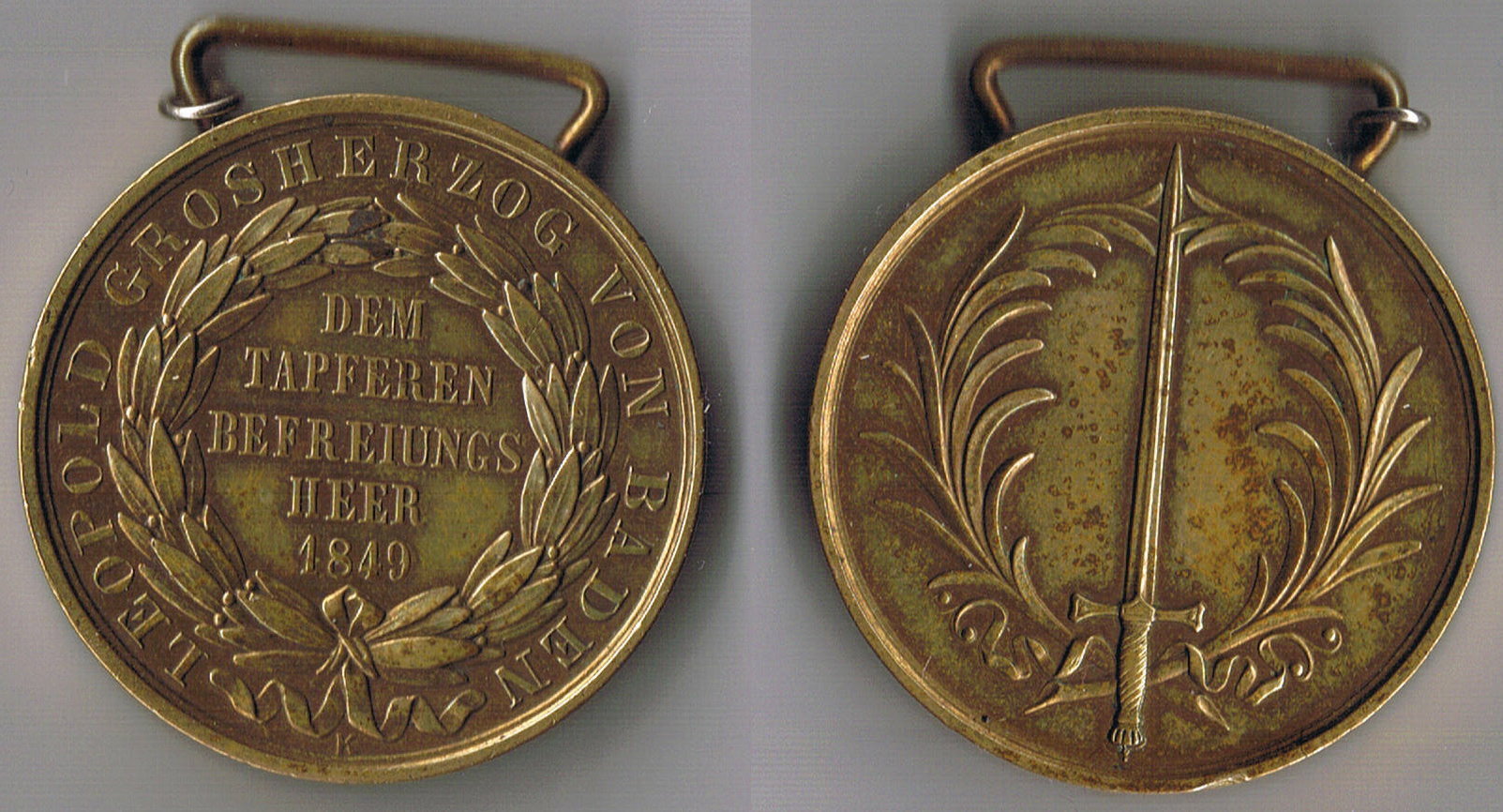
Militär-Gedächtnis-Medaille von 1849

Die Militär-Gedächtnis-Medaille von 1849 wurde am 29. August 1849 von Großherzog Leopold von Baden, als dankbare Anerkennung der Verdienste von Truppen anderer Mitgliedsstaaten des Deutschen Bundes bei der Niederringung der Badischen Revolution, gestiftet.
Die Hauptlast trugen dabei die Truppen des Königreichs Preußen, die durch das sogenannte Neckarkorps mit Truppen anderer Bundesstaaten verstärkt wurden.
Die aus Geschützbronze (=Geschützgut) bestehende Medaille zeigt in einem Lorbeerkranz die Inschrift DEM TAPFEREN BEFREIUNGS HEER 1849. Umlaufend LEOPOLD GROSSHERZOG VON BADEN. Auf der Rückseite ein blankes Schwert, das von zwei Palmenzweigen umschlungen ist.

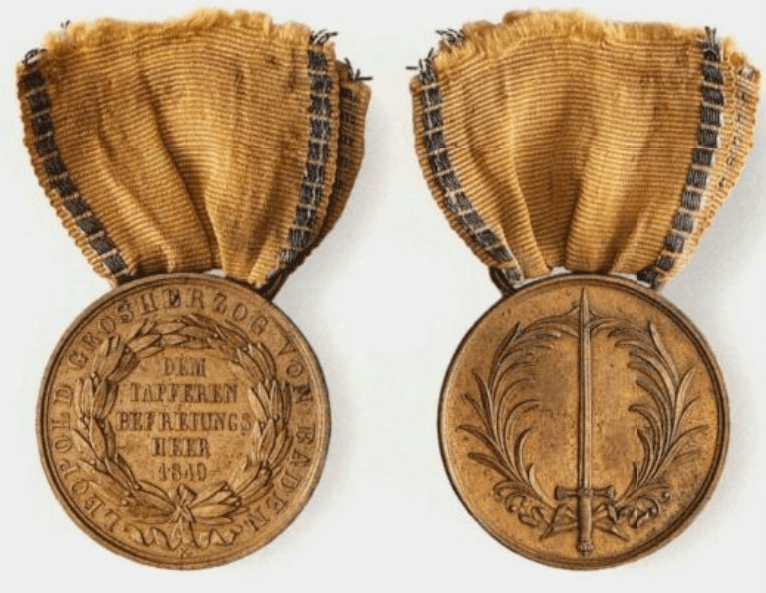
Militär-Gedächtnis-Medaille von 1849 mit dem Band

Getragen wurde die Auszeichnung an einem orangefarbenen Band mit silbernen Seitenstreifen auf der linken Brust oder durch das Knopfloch.
Im Volksmund wurde die Gedächtnismedaille „Brudermordmedaille“ genannt.